# Język hupla
Język hupla, także soba – język transnowogwinejski używany w indonezyjskiej prowincji Papua. Według danych z 1982 roku posługuje się nim 3 tys. osób.
Blisko spokrewniony z językiem dani Wielkiej Doliny. Zapisywany alfabetem łacińskim.